# Gare de Schendelbeke
La gare de Schendelbeke (en néerlandais : station Schendelbeke) est une gare ferroviaire belge de la ligne 90, de Denderleeuw à Jurbise, située à Schendelbeke, section de la ville de Grammont, dans la province de Flandre-Orientale en Région flamande.
Elle est mise en service en 1858. C'est une halte ferroviaire de la Société nationale des chemins de fer belges (SNCB) desservie par des trains Suburbains (S) et d'Heure de pointe (P).

## Situation ferroviaire
Établie à 23 mètres d'altitude, la gare de Schendelbeke est située au point kilométrique (PK) 17,600 de la ligne 90, de Denderleeuw à Jurbise, entre les gares d'Idegem et de Grammont. 

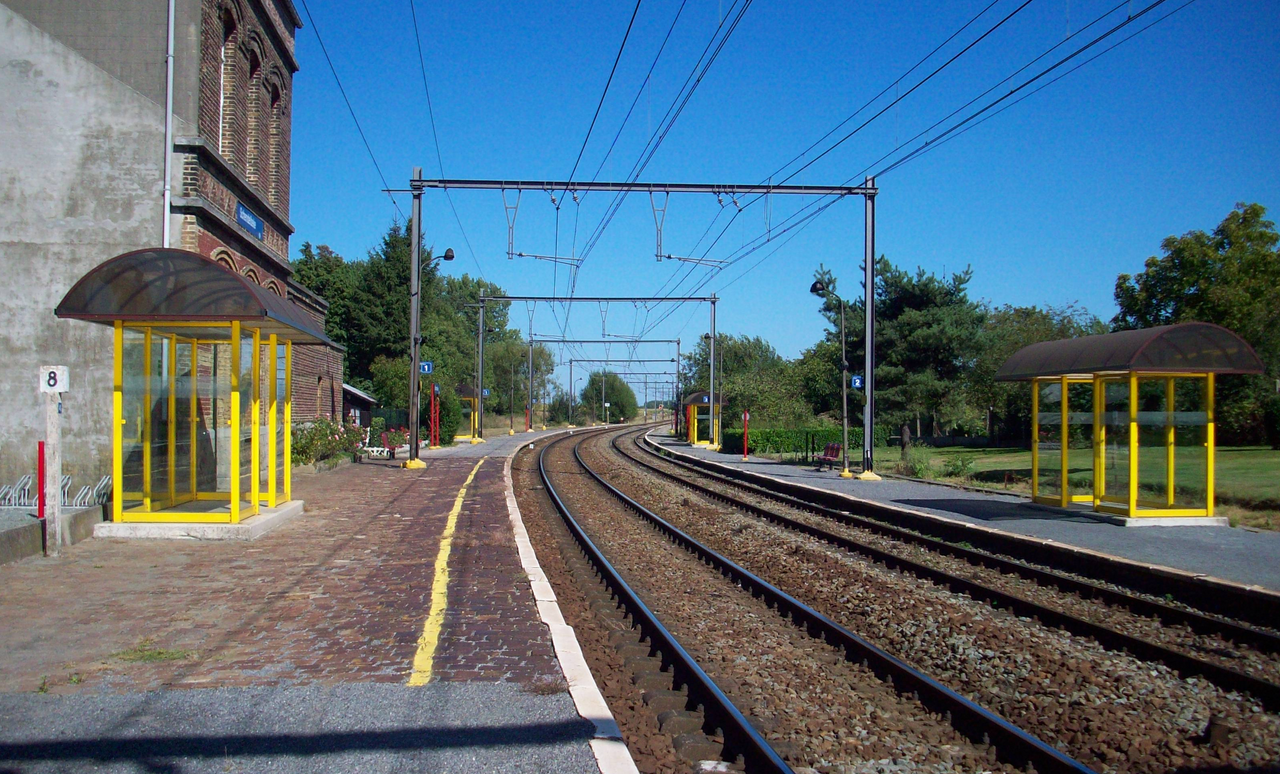
Intérieur de la halte.

## Histoire
La station de Schendelbeke est mise en service le 29 septembre 1858.
Le bâtiment de la gare, encore entier en 1983, perd par la suite son aile basse de 7 travées. La partie "logement" est revendue à un particulier et devient une maison. La façade a été en partie nettoyée dans les années 2010, faisant revivre les couleurs vives d'origine.

## Service des voyageurs

### Accueil
Halte SNCB, c'est un point d'arrêt non géré (PANG) à accès libre.
La traversée des voies et le passage d'un quai à l'autre s'effectuent par le passage à niveau routier.

### Desserte
Schendelbeke est desservie par des trains Suburbains (S6) et d'Heure de pointe (P) de la SNCB, qui effectuent des missions sur la ligne commerciale 90 : Mons - Denderleeuw (voir brochures SNCB,).
En semaine, la desserte est constituée de trains S6 circulant entre Denderleeuw et Schaerbeek, via Denderleeuw, Grammont et Hal, renforcés par :
- des trains P entre Grammont et Gand-Saint-Pierre via Denderleeuw (trois le matin, deux dans l’autre sens l’après-midi) ;
- des trains P ou S6 supplémentaires entre Grammont et Denderleeuw (cinq le matin, quatre dans l’autre sens l’après-midi) ;
- un train S6 supplémentaire entre Denderleeuw et Grammont (le matin, retour l’après-midi) ;
- un train P entre Grammont et Denderleeuw (vers midi).

Les week-ends et jours fériés, la desserte est limitée aux seuls trains S6 circulant entre Denderleeuw et Schaerbeek (via Grammont et Hal).

### Intermodalité
Un parc pour les vélos et un parking pour les véhicules y sont aménagés.

## Comptage voyageurs
Ce graphique et tableau montre le nombre de voyageurs embarquant en moyenne durant la semaine, le samedi et le dimanche.
| Nombre de passagers qui embarquent à la gare de Schendelbeke | Nombre de passagers qui embarquent à la gare de Schendelbeke | Nombre de passagers qui embarquent à la gare de Schendelbeke | Nombre de passagers qui embarquent à la gare de Schendelbeke |
|                                                              | Semaine                                                      | Samedi                                                       | Dimanche                                                     |
| ------------------------------------------------------------ | ------------------------------------------------------------ | ------------------------------------------------------------ | ------------------------------------------------------------ |
| 1977                                                         | 422                                                          | 70                                                           | 49                                                           |
| 1978                                                         | 458                                                          | 82                                                           | 38                                                           |
| 1979                                                         | 408                                                          | 58                                                           | 32                                                           |
| 1980                                                         | 420                                                          | 65                                                           | 44                                                           |
| 1981                                                         | 463                                                          | 74                                                           | 71                                                           |
| 1982                                                         | 381                                                          | 55                                                           | 37                                                           |
| 1983                                                         | 394                                                          | 51                                                           | 39                                                           |
| 1984                                                         | 417                                                          | 52                                                           | 47                                                           |
| 1985                                                         | 369                                                          | 63                                                           | 85                                                           |
| 1986                                                         | 353                                                          | 80                                                           | 46                                                           |
| 1987                                                         | 342                                                          | 76                                                           | 47                                                           |
| 1988                                                         | 312                                                          | 66                                                           | 56                                                           |
| 1989                                                         | 312                                                          | 54                                                           | 46                                                           |
| 1990                                                         | 283                                                          | 44                                                           | 47                                                           |
| 1991                                                         | 310                                                          | 42                                                           | 38                                                           |
| 1992                                                         | 340                                                          | 49                                                           | 44                                                           |
| 1993                                                         | 261                                                          | 48                                                           | 37                                                           |
| 1994                                                         | 255                                                          | 43                                                           | 46                                                           |
| 1995                                                         | 243                                                          | 48                                                           | 61                                                           |
| 1996                                                         | 268                                                          | 99                                                           | 72                                                           |
| 1997                                                         | 268                                                          | 49                                                           | 28                                                           |
| 1998                                                         | 264                                                          | 46                                                           | 32                                                           |
| 1999                                                         | 177                                                          | 65                                                           | 40                                                           |
| 2000                                                         | 215                                                          | 52                                                           | 34                                                           |
| 2001                                                         | 208                                                          | 50                                                           | 22                                                           |
| 2002                                                         | 220                                                          | 40                                                           | 34                                                           |
| 2003                                                         | 221                                                          | 50                                                           | 25                                                           |
| 2004                                                         | 208                                                          | 42                                                           | 42                                                           |
| 2005                                                         | 216                                                          | 39                                                           | 45                                                           |
| 2006                                                         | 191                                                          | 39                                                           | 29                                                           |
| 2007                                                         | 188                                                          | 64                                                           | 24                                                           |
| 2008                                                         | -                                                            | -                                                            | -                                                            |
| 2009                                                         | 150                                                          | 50                                                           | 46                                                           |
| 2010                                                         | -                                                            | -                                                            | -                                                            |
| 2011                                                         | -                                                            | -                                                            | -                                                            |
| 2012                                                         | 168                                                          | 54                                                           | 34                                                           |
| 2013                                                         | 199                                                          | 51                                                           | 33                                                           |
| 2014                                                         | 184                                                          | 23                                                           | 23                                                           |
| 2015                                                         | 179                                                          | 56                                                           | 34                                                           |
| 2016                                                         | 188                                                          | 52                                                           | 28                                                           |
| 2017                                                         | 171                                                          | 61                                                           | 37                                                           |
| 2018                                                         | 207                                                          | 65                                                           | 47                                                           |
| 2019                                                         | 238                                                          | 58                                                           | 46                                                           |
| 2020                                                         | 159                                                          | 44                                                           | 35                                                           |
| 2021                                                         | -                                                            | -                                                            | -                                                            |
| 2022                                                         | 273                                                          | 125                                                          | 125                                                          |
| 2023                                                         | 306                                                          | 75                                                           | 70                                                           |
| 2024                                                         | 343                                                          | 116                                                          | 80                                                           |

## Galerie de photographies

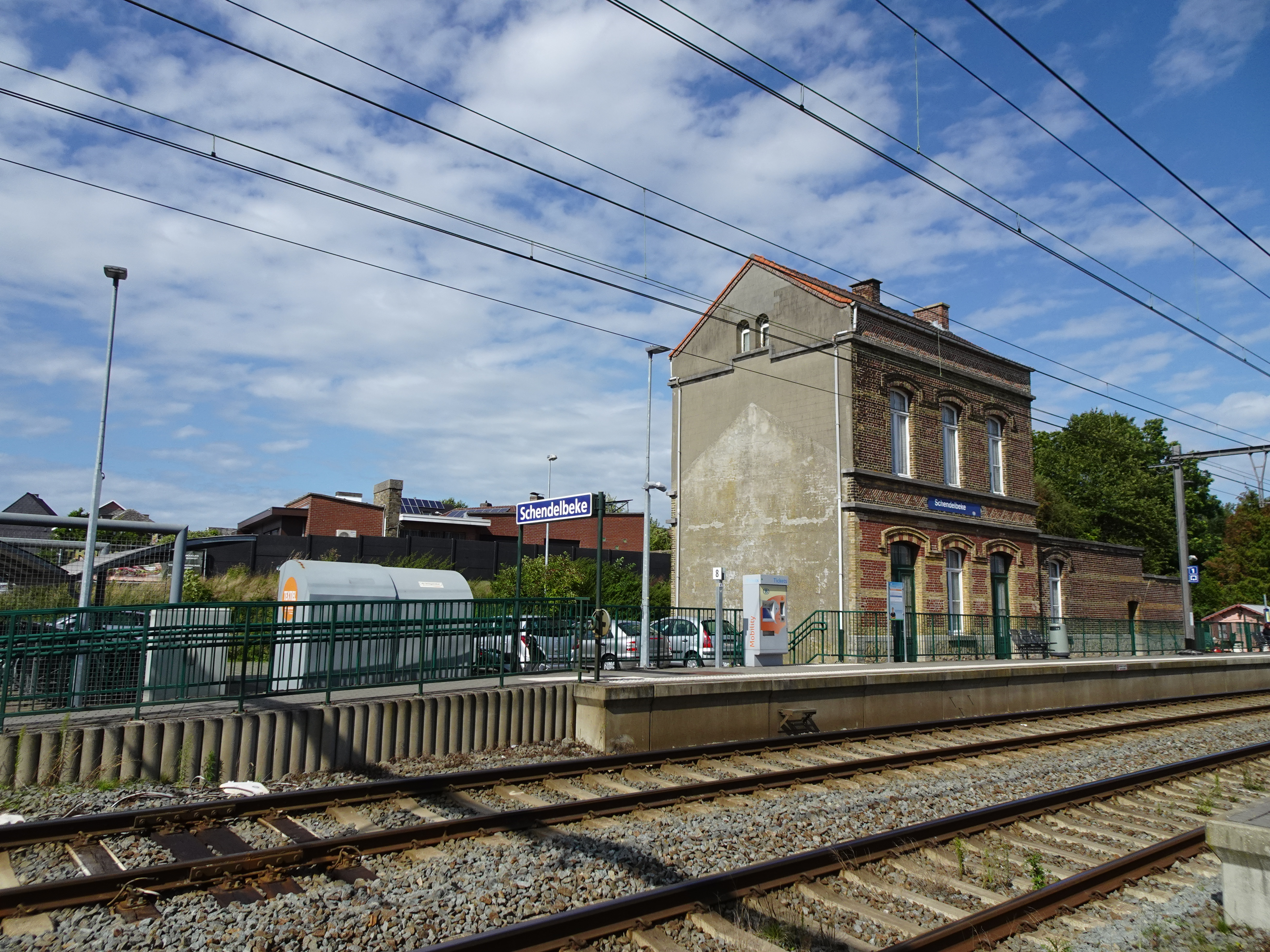
Ancien bâtiment. L'aile démolie se trouvait sur la gauche.
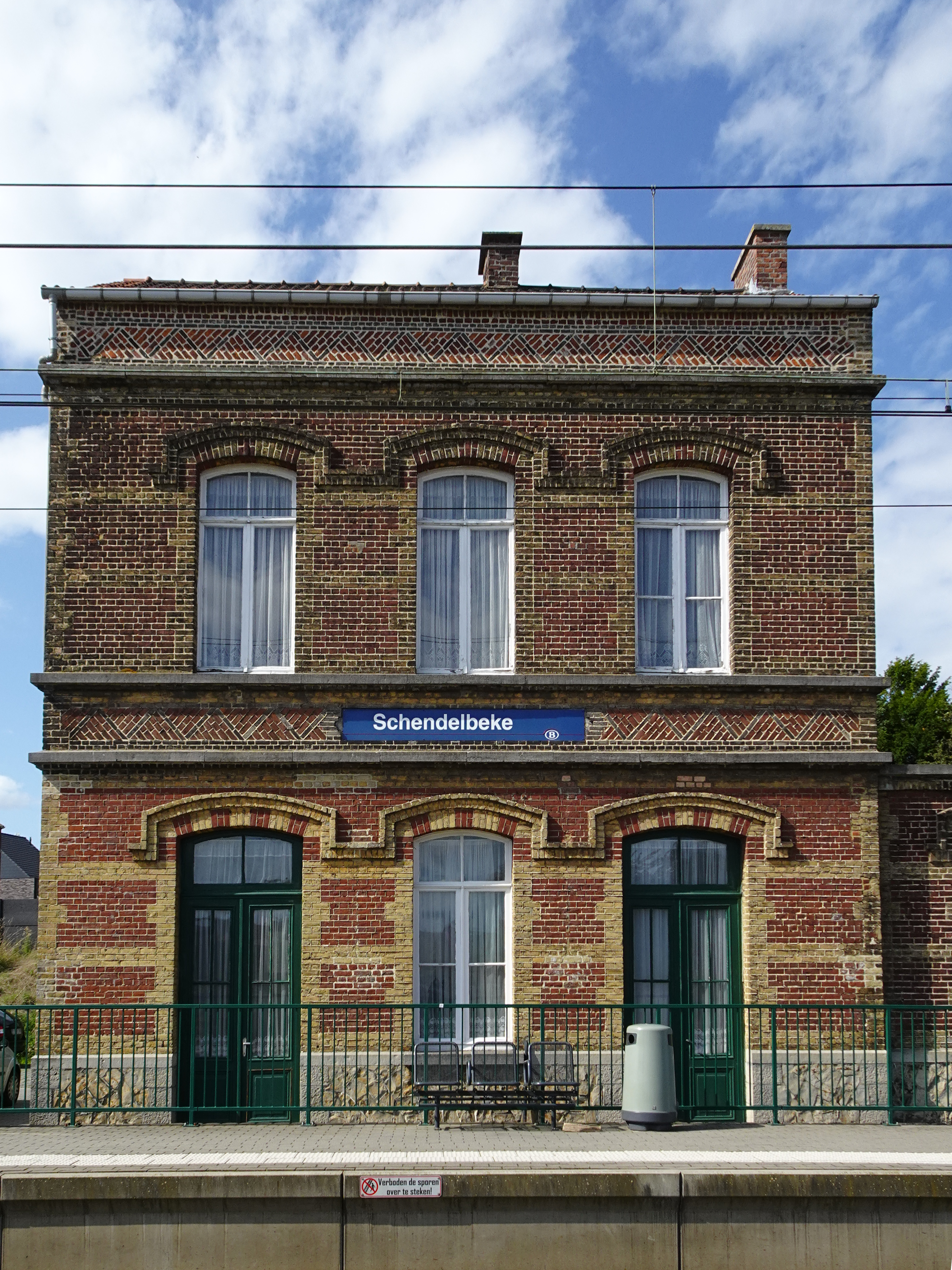
Détail de la façade.
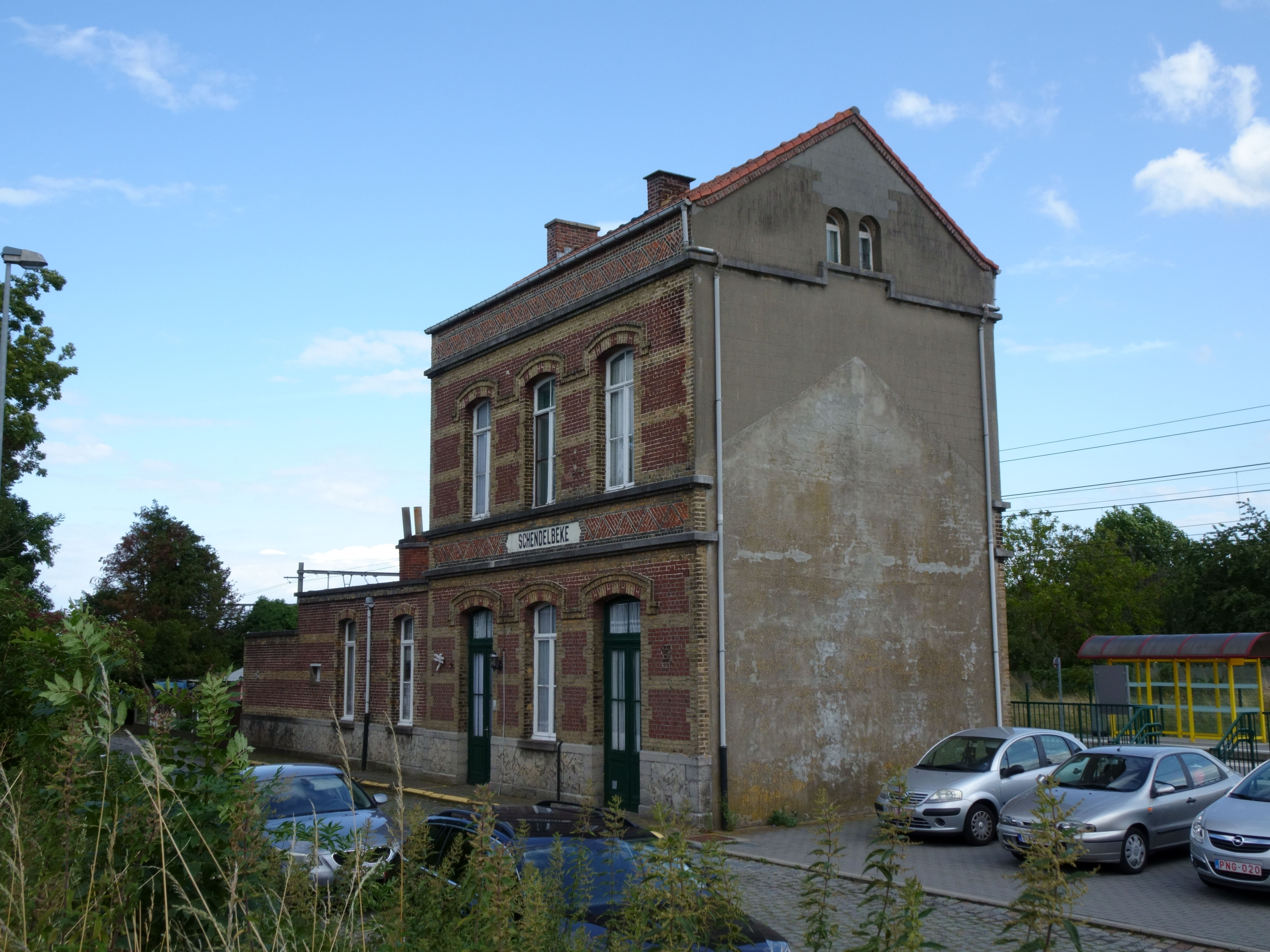
Côté rue.
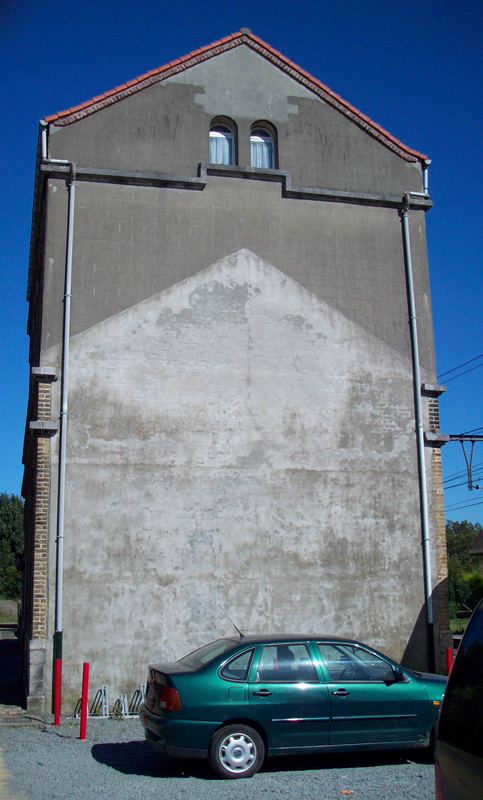
Vestiges de l'aile démolie.
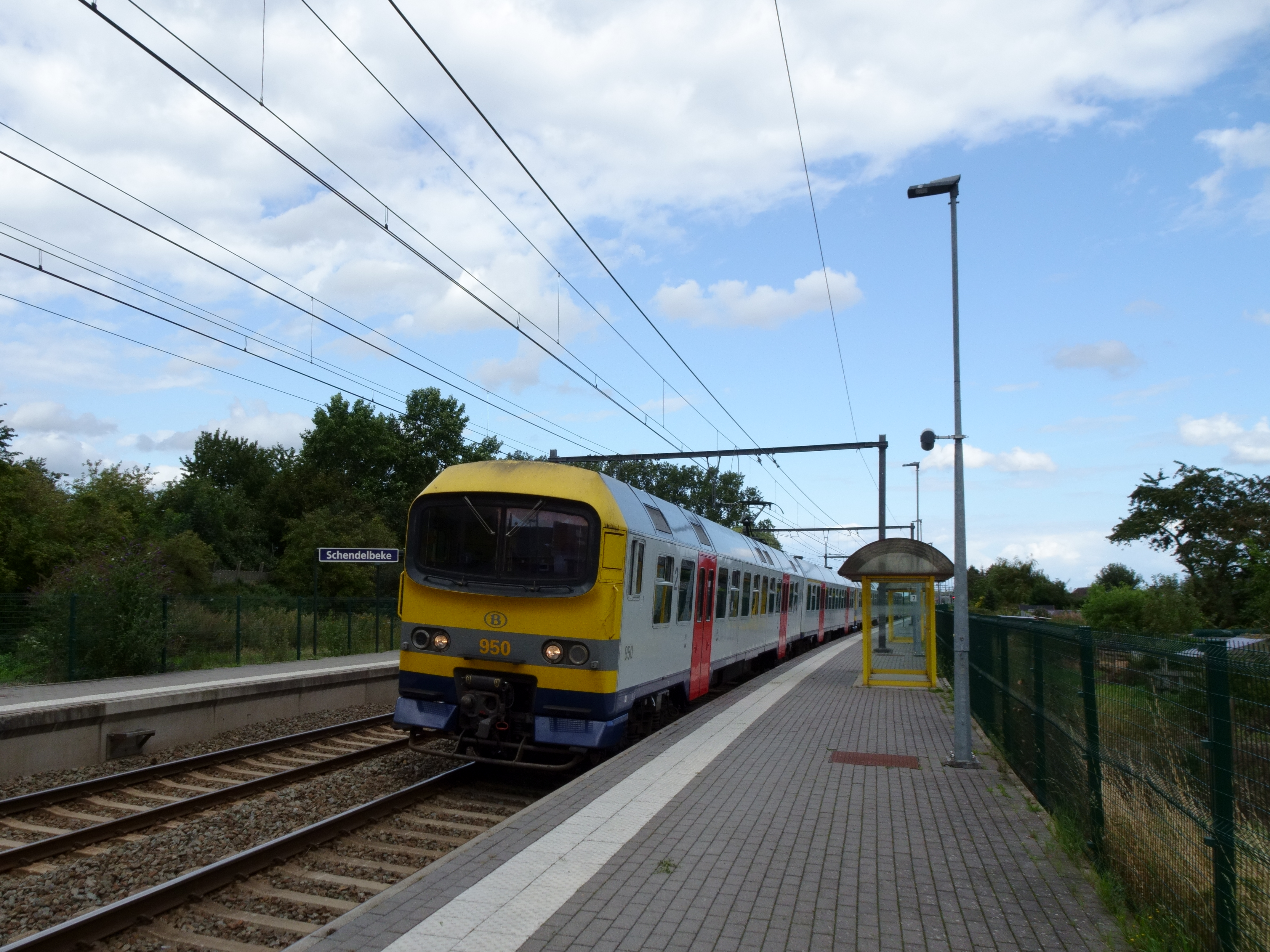
Train à quai.